# 극예술협회
극예술협회는 1920년 봄 도쿄 유학생들이 중심이 되어 발족한 한국 최초의 학생극운동단체이다.
이때의 주요 멤버들은 김우진(金祐鎭)·조명희(趙明熙)·유춘섭(柳春燮)·진장섭(秦長燮)·홍해성(洪海星)·고한승(高漢承)·손봉원(孫奉元)·조춘광(趙春光)·김영팔(金永八)·최승일(崔承一) 등 20여 명이며, 이들은 매주 토요일마다 모여 외국의 고전 및 근대작품들을 연구하고 토의하였다. 극예술협회는 도쿄에 유학중인 고학생과 노동자들의 모임인 '동우회(同友會)'와 더불어 하기순회연극단을 조직, 조명희의 <김영일(金英一)의 사(死)>(3막 4장), 홍난파(洪蘭波) 소설의 각색인 <최후의 악수>(2막), 던세니 작·김우진 번역 <찬란한 문>과 그 밖에 윤심덕(尹心悳)·한기주(韓琦柱) 등의 독주와 독창을 넣어, 그 해 7월 9일부터 8월 18일까지 약 한달동안 부산·김해·마산·경주·대구·목포·서울·평양·원산 등지에서 공연하였다. 이들 작품의 공연 이후 일본경찰과 지방경찰의 검열과 탄압으로 학생극의 수난기가 시작되었다.
1910년대의 신파극(新派劇)에서부터 20년대의 신극운동, 즉 근대극으로의 과도기에 전국을 순회공연한 이들 동우연극단의 '새로운 연극'은 학생극다운 청신한 연극이었으며, 또 한국 신극운동을 추진시킨 선구적인 의의를 갖는 운동이었다.
1923년에 동우회가 발전적으로 해체됨과 동시에 '형설회(螢雪會)'가 생겼고, '극협(劇協)'도 개편·강화되어 '형설회 하기순회연극단'을 조직, '회의 기숙사를 증축하기 위함'이라는 위장된 목적을 가지고 민중에게 조국과 시대를 알리고자 하였는 바 후에 왜경의 취체에서 피할 길이 없었다. '형설회 순회연극단'은 최초에는 창작극만을 상연한다는 조건하에 6월 9일 도쿄 스루가다이(駿河臺) 불교회관에서 시연회(試演會)를 갖고, 7월 6일부터 8월 1일까지 동우회의 경우와 거의 같은 경로로 남북한을 돌면서 많은 공연을 가졌다.